# Старка

Старка, «Златогор», Золотоноша

Старка, тильна етикетка

Старка (пол. Starka) — сорт міцної витриманої горілки. Міцний алкогольний напій із вмістом спирту 40–43 % об'єму і більше, одержуваний шляхом старіння міцної житньої горілки у дубових бочках з-під вина з додаванням яблуневого і грушевого листя, квітів липи.

## Опис
Спирт для старки виготовлявся шляхом подвійної дистиляції збродженого житнього сусла у перегінному кубі, що зближує виробництво старки із виробництвом віскі. Для більш приємного смаку бочки бралися обов'язково старими, що вже принаймні один раз використовувалися для витримки вина або портвейну і тому мають меншу концентрацію танінів. Вироблялася початково кустарним способом у поміщицьких господарствах у Польщі, Литві, Білорусі і західних областях Росії. Відома з XV століття, популярність отримала у XIX столітті, коли з'явилася дешева картопляна горілка, і старка почала вважатися більш цінним напоєм.
У СРСР, а також у Росії і Литві поширена гірка настоянка «Старка», у складі: ректифікований спирт, вода, коньяк, портвейн і, головне — настій «Старки» на листі яблунь і груш. Так її визначає «Союзплодимпорт», який торгує ліцензією на її виробництво. Смак цього міцного спиртного напою гіркий, що обпалює, але не горілчаний, запах — коньячний, з невеликою домішкою аромату листя яблуні.
Польська старка («Starka 10 letnia», «Starka Piastowska», « Starka Banquet», «Starka 50 letnia») від компанії «Polmos Szczecin» виготовляється за старовинною технологією і отримується шляхом тривалої — від 10 до 50 років — витримки неректифікованих житніх спиртів у дубових бочках з-під портвейну з додаванням яблуневого і грушевого листя. Також для витримки важлива стабільно низька температура (12 градусів), для цього бочки утримуються у підвалах з відповідним мікроклиматом. Перша старка цього заводу була залита у 1947 році, до продажу надійшла у 1955. Через світову фінансову кризу компанія Polmos Szczecin опинилася на межі банкрутства і цілком можливо, що виробництво традиційної старки припиниться. .

## У творах мистецтва
- Болеслав Прус, «Гріхи дитинства»: «Правда, батько все частіше розмовляв зі мною, як з дорослим, винокур запрошував мене випити з ним старки, а прикажчик нав'язувався зі своєю дружбою і обіцяв розповісти, яких мук він зазнає через гувернантку, але мене це не займало. І старку винокура, і визнання прикажчика я б віддав за хорошого товариша».
- Олександр Купрін, «Олеся»: «Старки у мене дійсно виявилося кілька пляшок, хоча і не такої стародавньої, як я нахвалявся, але я розраховував, що сила навіювання додасть їй кілька десятків років… У всякому разі, це була справжня домашня, приголомшуюча старка, гордість погребу зубожілого магната».
- М. А. Булгаков, «Майстер і Маргарита»: «Блукаючи очима, Іван Савелійович заявляв, що вдень у четвер він у себе в кабінеті у Вар'єте на самоті напився як слід п'яним, опісля чого кудись пішов, а от куди саме — не пам'ятає, десь-де ще пив Старку, а от де — не пам'ятає, потім ще десь-де валявся під парканом, а от де саме — не пригадує знову ж таки».
- Венедикт Єрофєєв, «Москва - Пєтушки»: «Для того, щоб розпочати її (гикавки) дослідження, треба, зрозуміло, її викликати: або ан зіхь (термін Іммануїла Канта), тобто, викликати її в собі самому, або ж викликати її в комусь іншому, але у власних інтересах, тобто, фюр зіхь. Термін Іммануїла Канта. Найкраще, звичайно, і ан зіхь, і фюр зіхь, а саме ось як: 2:00 поспіль пийте що-небудь міцне, Старку, або звіробій, або мисливську. Пийте великими стаканами, через півгодини по склянці, по можливості уникаючи всяких закусок».
- Володимир Висоцький. «Випадок на шахті»:

«Сиділи пили врізнобій
 „Мадеру“, „Старку“, „Звіробій“. 
 І раптом всіх нас кличуть у забій, до одного: 
 „У нас стаханівець, гаганівець, 
 Загладівець, — і треба ж так, 
 Щоб завалило саме його“».
- Юрій Поляков. «Гіпсовий трубач:дубль два»: «У ту ніч Мохнач вперше в житті спробував віскі, що схоже кольором на нашу Старку, але зовсім інше на смак».